# 大谷凜香
大谷凜香（日语：／，1999年12月24日—）是日本女性雜誌模特兒、女演員。生于宫城縣，曾是Space Craft的成員，現在屬HONEST。

## 履歷
在2012中，參加了以青少年中學女生為主要對象的時尚雜誌-“尼古拉 (雜誌)”第16屆的模特試鏡，從5人專屬模特兒中脫穎而出，之後便以模特兒身份活躍於2012年10月至2016年的5月尼古拉時尚雜誌中。在2016年舉辦的活動“nicola 東京開放日2016”正式從雜誌模特兒身份畢業。
2015年10月起定期出現在東京電視台的綜藝節目“寶可夢的家庭聚會？”中，擔任長期班底藝人，並且在精靈寶可夢 太陽&月亮動畫劇場版中擔任配音員。
2018年，高中畢業後移居東京，從事演藝工作的同時也繼續上大學
在2018年以漫畫改編的真人版電影“三角草的春天”中首次以演員身份亮相，並且為了裡面的角色把頭髮染成金色。
2021年4月9日從原本的經紀公司離開。同年8月27日宣佈轉移經紀公司，成為HONEST旗下的藝人。
自2020年起，先後接演清水崇所執導的犬鳴村與樹海村、牛首村、忌怪島等恐怖片系列，也是該系列唯一持續演出的同一位藝人。

## 作品

### 電視劇
| 播放日期                 | 播放電視台 | 劇名                                                        | 角色         |
| ------------------------ | ---------- | ----------------------------------------------------------- | ------------ |
| 2020年2月10日            | 富士電視台 | 絶對零度〜未然犯罪潛入搜査〜                                | 女高中生     |
| 2020年5月2日             | 東京電視台 | サイレント・ヴォイス 行動心理捜査官・楯岡絵麻 Season2 第4話 | 花園友里惠   |
| 2021年10月14日、12月16日 | 朝日電視台 | 派遣女醫X                                                   | 川咲桃子     |
| 2020年1月～3月           | 東京電視台 | 吃甜點有錯嗎？                                              | 青           |
| 2022年2月                | 東京電視台 | 相親偵探                                                    | 安達恵       |
| 2022年4月                | 朝日電視台 | 戀愛廢話                                                    | 曽我天音     |
| 2022年6月                | TBS        | 理想的男友                                                  | 大島佐弓     |
| 2022年8月                | 東海電視   | 個人差                                                      | 森山萌       |
| 2023年1月                | NHK        | 我們的樂園                                                  | 安川玲子     |
| 2023年10月30日           | ABC        | 這樣就好                                                    | 川瀬愛       |
| 2024年1月11日            | 東京電視台 | 蜜與毒                                                      | 小鳥遊優梨子 |

### 電影
| 播放日期      | 製作 | 劇名         | 角色     |
| ------------- | ---- | ------------ | -------- |
| 2018年4月7日  | TJoy | 三角草的春天 | 小黒妙子 |
| 2020年2月7日  | 東映 | 犬鳴村       | 明菜     |
| 2021年2月15日 | 東映 | 樹海村       | 明菜     |
| 2022年2月18日 | 東映 | 牛首村       | 明菜     |
| 2023年4月14日 | x    | 妖獸奇譚     | 菊魔     |
| 2023年6月16日 | 松竹 | 忌怪島       | 秋奈     |

## 外部連結
- 大谷凛香 （页面存档备份，存于） - HONEST株式会社
- 大谷凜香的Instagram帳戶
- 大谷凜香的X（前Twitter）
- 大谷凜香在互联网电影资料库（IMDb）上的資料（英文）